# Філіпінник
Філіпі́нник (Rhabdornis) — рід горобцеподібних птахів родини шпакових (Sturnidae). Представники цього роду є ендеміками Філіппін.

## Опис
Філіпінники — дрібні птахи, які досягають довжини 15,1—18,8 см і ваги 22,4—46 г. Зовні вони схожі на підкоришників (Certhiidae). Мають міцні, сильні лапи, пристосовані до вертикального переміщення по деревах, тонкі, гострі дзьоби, пристосовані для виколупування комах з-під кори, а також схожі на щіточки язики, пристосовані до споживання нектару. Філіпінникам притаманний статевий диморфізм.

## Таксономія і систематика
Рід Філіпінник (Rhabdornis) був введений німецьким орнітологом Людвігом Райхенбахом в 1853 році з малим філіпінником як типовим видом. Систематичне положення роду довгий час було спірним. В 1967 році американський орнітолог Джеймс Грінвей виділив філіпінників у монотипову родину філіпінникових (Rhabdornithidae), інші дослідники відносили філіпінників до підкоришникових, тимелієвих і шпакових. Нещодавні молекулярно-генетичні дослідження показали, що філіпінники формують окрему кладу всередині родини шпакових.

## Види
Виділяють чотири види:
- Філіпінник малий (Rhabdornis mystacalis)
- Філіпінник північний (Rhabdornis grandis)
- Філіпінник південний (Rhabdornis inornatus)
- Філіпінник негроський (Rhabdornis rabori)[9][10]

## Етимологія
Наукова назва роду Rhabdornis походить від сполучення слів дав.-гр. ῥαβδος — смужка і ορνις — птах.